# With Russia from Love
With Russia from Love è il primo album in studio del gruppo musicale russo Little Big, pubblicato il 14 marzo 2013.

## Tracce
Testi di Il'ja Prusikin, musiche di Sergej Makarov, tranne dove indicato.
1. With Russia from Love – 2:04
2. Life in da Trash – 3:22
3. Public Enemy – 3:09
4. My Way – 4:00
5. Pump It – 3:31
6. Everyday I'm Drinking – 2:41
7. Stoned Monkey – 4:26
8. Russian Hooligans – 3:05
9. What a Fucking Day – 3:38
10. We Will Push a Button – 1:53 (musica: Dmitrij Muzyčenko)
11. Freedom – 4:27
12. Life in da Trash (Remix by Dimm) – 3:28 (musica: Dmitrij Muzyčenko)

Durata totale: 39:44